# Juan de Navarro Azpilcueta
Pour les articles homonymes, voir Navarro (homonymie).
Juan de Navarro Azpilcueta, né vers 1520 à Burlada et mort en 1557 à Salvador (Bahia), est un prêtre jésuite espagnol. 
Il est un des premiers catéchistes du Brésil. Il aurait été le premier à apprendre la langue indigène et l'a utilisée dès 1550 dans ses prédications.

## Biographie
Né au Pays basque, neveu de Martín d'Azpilcueta, il appartient à la famille de saint François Xavier. Il étudie à l'université de Coimbra entre 1540 et 1549, date de son départ pour le Brésil. Il avait rejoint la Compagnie de Jésus à Coimbra le 22 décembre 1542, vers l'âge de vingt ans et enseignait à l'université depuis 1544.
Juan de Navarro Azpilcueta débarque à Bahia avec cinq autres jésuites commandés par le père Manuel da Nóbrega le 29 mars 1549. Les colons les accueillent chaleureusement. Il y demeure trois années et s'occupe de la construction de l'école. Il apprend alors la langue des habitants.
En 1553, il devient le prêtre de l'expédition de recherche des sources du Rio São Francisco de Francisco Bruza Espinosa (en). Il étudie les peuples, parfois vindicatifs, rencontrés et publie à son retour en 1555 un récit de ses aventures au Brésil.
On lui doit aussi une grammaire : Arte de Grammatica da Lingoa mais usada na costa do Brasil.